# Podium eurycephalum
Podium eurycephalum är en biart som beskrevs av Ohl 1996. Podium eurycephalum ingår i släktet Podium och familjen grävsteklar. Inga underarter finns listade i Catalogue of Life.